# Dekanat Grosuplje
Dekanat Grosuplje – jeden z 17 dekanatów rzymskokatolickich wchodzących w skład archidiakonatu Dolenjsko in Notranjsko archidiecezji lublańskiej w Słowenii. 
Według danych na rok 2015, w jego skład wchodzi 12 parafii.

## Lista parafii
Źródło:
| Lp. | Miejscowość              | Parafia                                               | Proboszcz                  | Kościół                                                    | Grafika |
| --- | ------------------------ | ----------------------------------------------------- | -------------------------- | ---------------------------------------------------------- | ------- |
| 1   | Grosuplje                | Parafia św. Michała Archanioła                        | Janez Šket                 | Kościół św. Michała Archanioła w Grosuplje                 |         |
| 2   | Ivančna Gorica           | Parafia św. Józefa Rzemieślnika                       | Jurij Zadnik               | Kościół św. Józefa Rzemieślnika w Ivančna Gorica           |         |
| 3   | Kopanj                   | Parafia Wniebowzięcia Najświętszej Maryi Panny        | Anton Marinko              | Kościół Wniebowzięcia Najświętszej Maryi Panny w Kopanj    |         |
| 4   | Lipoglav                 | Parafia św. Mikołaja, biskupa                         | Klemen Loboda              | Kościół św. Mikołaja w Lipoglav                            |         |
| 5   | Polica                   | Parafia św. Jakuba Apostoła                           | Slavko Judež               | Kościół św. Jakuba Apostoła w Polica                       |         |
| 6   | Stična                   | Parafia Matki Bożej Bolesnej                          | p. Maksimilijan File OCist | Kościół Matki Bożej Bolesnej w Stična                      |         |
| 7   | Šentvid pri Stični       | Parafia św. Wita, męczennika                          | Izidor Grošelj             | Kościół św. Wita w Šentvid pri Stični                      |         |
| 8   | Škofljica                | Parafia Świętych Cyryla i Metodego, apostołów Słowian | Jože Tominc                | Kościół Świętych Cyryla i Metodego w Škofljica             |         |
| 9   | Šmarje – Sap             | Parafia Narodzenia Najświętszej Maryi Panny           | dr. Bojan Korošak          | Kościół Narodzenia Najświętszej Maryi Panny w Šmarje – Sap |         |
| 10  | Šentjurij pri Grosupljem | Parafia św. Jerzego, męczennika                       | Milan Grden                | Kościół św. Jerzego w Šentjurij pri Grosupljem             |         |
| 11  | Višnja Gora              | Parafia św. Tilena, opata                             | Janez Mihelčič             | Kościół św. Tilena w Višnja Gora                           |         |
| 12  | Žalna                    | Parafia św. Wawrzyńca, diakona i męczennika           | Andrej Šink                | Kościół św. Wawrzyńca w Žalna                              |         |